# Bradysia neoreflexa
Bradysia neoreflexa är en tvåvingeart som beskrevs av Werner Mohrig och Roschmann 1996. Bradysia neoreflexa ingår i släktet Bradysia och familjen sorgmyggor.
Artens utbredningsområde är Grekland. Inga underarter finns listade i Catalogue of Life.